# Olympische Sommerspiele 1984/Fechten
Bei den XXIII. Olympischen Sommerspielen 1984 in Los Angeles fanden acht Wettbewerbe im Fechten statt. Austragungsort war das Long Beach Convention Center in Long Beach.

## Bilanz

### Medaillenspiegel
| Platz | Land               | Gold | Silber | Bronze | Gesamt |
| ----- | ------------------ | ---- | ------ | ------ | ------ |
| 1     | Italien            | 3    | 1      | 3      | 7      |
| 2     | BR Deutschland     | 2    | 3      | –      | 5      |
| 3     | Frankreich         | 2    | 2      | 3      | 7      |
| 4     | China              | 1    | –      | –      | 1      |
| 5     | Rumänien           | –    | 1      | 1      | 2      |
| 6     | Schweden           | –    | 1      | –      | 1      |
| 7     | Vereinigte Staaten | –    | –      | 1      | 1      |

### Medaillengewinner
| Konkurrenz         | Gold                                                                                        | Silber                                                                                       | Bronze                                                                        |
| ------------------ | ------------------------------------------------------------------------------------------- | -------------------------------------------------------------------------------------------- | ----------------------------------------------------------------------------- |
| Degen Einzel       | Philippe Boisse                                                                             | Björne Väggö                                                                                 | Philippe Riboud                                                               |
| Degen Mannschaft   | Elmar Borrmann, Volker Fischer, Gerhard Heer, Rafael Nickel, Alexander Pusch                | Philippe Boisse, Jean-Michel Henry, Olivier Lenglet, Philippe Riboud, Michel Salesse         | Stefano Bellone, Sandro Cuomo, Cosimo Ferro, Roberto Manzi, Angelo Mazzoni    |
| Florett Einzel     | Mauro Numa                                                                                  | Matthias Behr                                                                                | Stefano Cerioni                                                               |
| Florett Mannschaft | Andrea Borella, Stefano Cerioni, Andrea Cipressa, Mauro Numa, Angelo Scuri                  | Frank Beck, Matthias Behr, Mathias Gey, Harald Hein, Klaus Reichert                          | Marc Cerboni, Patrick Groc, Pascal Jolyot, Philippe Omnès Frédéric Pietruszka |
| Säbel Einzel       | Jean-François Lamour                                                                        | Marco Marin                                                                                  | Peter Westbrook                                                               |
| Säbel Mannschaft   | Angelo Arcidiacono, Gianfranco Dalla Barba, Marco Marin, Ferdinando Meglio, Giovanni Scalzo | Philippe Delrieu, Franck Ducheix, Hervé Granger-Veyron, Pierre Guichot, Jean-François Lamour | Alexandru Chiculiță, Corneliu Marin, Marin Mustață, Ioan Pop, Vilmoș Szabo    |

| Konkurrenz         | Gold                                                                               | Silber                                                                           | Bronze                                                                                                |
| ------------------ | ---------------------------------------------------------------------------------- | -------------------------------------------------------------------------------- | --- |
| Florett Einzel     | Luan Jujie                                                                         | Cornelia Hanisch                                                                 | Dorina Vaccaroni                                                                                      |
| Florett Mannschaft | Sabine Bischoff, Zita Funkenhauser, Cornelia Hanisch, Christiane Weber, Ute Wessel | Aurora Dan, Elisabeta Guzganu, Marcela Moldovan-Zsak, Rozalia Oros, Monika Weber | Véronique Brouquier, Brigitte Latrille-Gaudin, Anne Meygret, Laurence Modaine-Cessac Pascale Trinquet |

## Ergebnisse Männer

### Degen Einzel
| Platz | Land | Sportler        |
| ----- | ---- | --------------- |
| 1     | FRA  | Philippe Boisse |
| 2     | SWE  | Björne Väggö    |
| 3     | FRA  | Philippe Riboud |
| 4     | ITA  | Stefano Bellone |
| 5     | SUI  | Michel Poffet   |
| 6     | FRG  | Elmar Borrmann  |
| 7     | FRG  | Alexander Pusch |
| 8     | FRG  | Volker Fischer  |

Datum: 7. bis 8. August 1984 

63 Teilnehmer aus 26 Ländern

### Degen Mannschaft
| Platz | Land | Sportler                                                                              |
| ----- | ---- | ------------------------------------------------------------------------------------- |
| 1     | FRG  | Elmar Borrmann, Volker Fischer, Gerhard Heer, Rafael Nickel, Alexander Pusch          |
| 2     | FRA  | Philippe Boisse, Jean-Michel Henry, Olivier Lenglet, Philippe Riboud, Michel Salesse  |
| 3     | ITA  | Stefano Bellone, Sandro Cuomo, Cosimo Ferro, Roberto Manzi, Angelo Mazzoni            |
| 4     | CAN  | Jacques Cardyn, Jean-Marc Chouinard, Alain Côté, Michel Dessureault, Daniel Perreault |
| 5     | SWE  | Jerri Bergström, Greger Forslöw, Kent Hjerpe, Jonas Rosén, Björne Väggö               |
| 6     | CHN  | Cui Yining, Pang Jin, Zhao Zhizhong, Zong Xiangqing                                   |
| 7     | KOR  | Kim Bong-man, Kim Seong-mun, Lee Il-hui, Min Gyeong-seung, Yun Nam-jin                |
| 8     | GBR  | Ralph Johnson, John Llewellyn, Neal Mallett, Steven Paul, Jonathan Stanbury           |

Datum: 10. bis 11. August 1984 

75 Teilnehmer aus 16 Ländern

### Florett Einzel
| Platz | Land | Sportler            |
| ----- | ---- | ------------------- |
| 1     | ITA  | Mauro Numa          |
| 2     | FRG  | Matthias Behr       |
| 3     | ITA  | Stefano Cerioni     |
| 4     | FRA  | Frédéric Pietruszka |
| 5     | ITA  | Andrea Borella      |
| 6     | FRG  | Mathias Gey         |
| 7     | FRA  | Philippe Omnès      |
| 8     | BEL  | Thierry Soumagne    |

Datum: 1. bis 2. August 1984 

58 Teilnehmer aus 26 Ländern

### Florett Mannschaft
| Platz | Land | Sportler                                                                       |
| ----- | ---- | ------------------------------------------------------------------------------ |
| 1     | ITA  | Andrea Borella, Stefano Cerioni, Andrea Cipressa, Mauro Numa, Angelo Scuri     |
| 2     | FRG  | Frank Beck, Matthias Behr, Mathias Gey, Harald Hein, Klaus Reichert            |
| 3     | FRA  | Marc Cerboni, Patrick Groc, Pascal Jolyot, Philippe Omnès, Frédéric Pietruszka |
| 4     | AUT  | Robert Blaschka, Dieter Kotlowski, Georg Loisel, Georg Somloi, Joachim Wendt   |
| 5     | USA  | Michael Marx, Greg Massialas, Mike McCahey, Peter Lewison, Mark Smith          |
| 6     | GBR  | Nick Bell, Rob Bruniges, Bill Gosbee, Pierre Harper, Graham Paul               |
| 7     | CHN  | Chu Shisheng, Cui Yining, Liu Yunhong, Yu Yifeng, Wang Wei, Zhang Jian         |
| 8     | BEL  | Stéphane Ganeff, Peter Joos, Stefan Joos, Thierry Soumagne                     |

Datum: 4. bis 5. August 1984 

65 Teilnehmer aus 14 Ländern

### Säbel Einzel
| Platz | Land | Sportler             |
| ----- | ---- | -------------------- |
| 1     | FRA  | Jean-François Lamour |
| 2     | ITA  | Marco Marin          |
| 3     | USA  | Peter Westbrook      |
| 4     | FRA  | Hervé Granger-Veyron |
| 5     | FRA  | Pierre Guichot       |
| 6     | ROM  | Marin Mustață        |
| 7     | ITA  | Giovanni Scalzo      |
| 8     | ROM  | Ioan Pop             |

Datum: 3. bis 4. August 1984 

33 Teilnehmer aus 16 Ländern

### Säbel Mannschaft
| Platz | Land | Sportler                                                                                     |
| ----- | ---- | -------------------------------------------------------------------------------------------- |
| 1     | ITA  | Angelo Arcidiacono, Gianfranco Dalla Barba, Marco Marin, Ferdinando Meglio, Giovanni Scalzo  |
| 2     | FRA  | Philippe Delrieu, Franck Ducheix, Hervé Granger-Veyron, Pierre Guichot, Jean-François Lamour |
| 3     | ROM  | Alexandru Chiculiță, Corneliu Marin, Marin Mustață, Ioan Pop, Vilmoș Szabo                   |
| 4     | FRG  | Jürgen Nolte, Dieter Schneider, Freddy Scholz, Jörg Stratmann, Jörg Volkmann                 |
| 5     | CHN  | Chen Jinchu, Liu Guozhen, Liu Yunhong, Wang Ruiji, Yang Shisen                               |
| 6     | USA  | Joel Glucksman, Mike Lofton, Steve Mormando, Philip Reilly, Peter Westbrook                  |
| 7     | CAN  | Jean-Marie Banos, Jean-Paul Banos, Marc Lavoie, Claude Marcil, Eli Sukunda                   |
| 8     | GBR  | Richard Cohen, Paul Klenerman, Jim Philbin, Mark Slade, John Zarno                           |

Datum: 8. bis 9. August 1984 

40 Teilnehmer aus 8 Ländern

## Ergebnisse Frauen

### Florett Einzel
| Platz | Land | Sportlerin               |
| ----- | ---- | ------------------------ |
| 1     | CHN  | Luan Jujie               |
| 2     | FRG  | Cornelia Hanisch         |
| 3     | ITA  | Dorina Vaccaroni         |
| 4     | ROM  | Elisabeta Guzganu        |
| 5     | FRA  | Véronique Brouquier      |
| 6     | FRA  | Laurence Modaine-Cessac  |
| 7     | FRG  | Sabine Bischoff          |
| 8     | FRA  | Brigitte Latrille-Gaudin |

Datum: 2. bis 3. August 1984 

42 Teilnehmerinnen aus 18 Ländern

### Florett Mannschaft
| Platz | Land | Sportlerinnen                                                                                              |
| ----- | ---- | --- |
| 1     | FRG  | Sabine Bischoff, Zita Funkenhauser, Cornelia Hanisch, Christiane Weber, Ute Wessel                         |
| 2     | ROM  | Aurora Dan, Elisabeta Guzganu, Marcela Moldovan-Zsak, Rozalia Oros, Monika Weber                           |
| 3     | FRA  | Véronique Brouquier, Brigitte Latrille-Gaudin, Anne Meygret, Laurence Modaine-Cessac, Pascale Trinquet     |
| 4     | ITA  | Carola Cicconetti, Clara Mochi, Lucia Traversa, Dorina Vaccaroni, Margherita Zalaffi                       |
| 5     | CHN  | Li Huahua, Luan Jujie, Wu Qiuhua, Zhu Minzhu, Zhu Qingyuan                                                 |
| 6     | USA  | Jana Angelakis, Susan Badders, Vincent Bradford, Sharon Monplaisir, Debra Waples                           |
| 7     | GBR  | Katie Arup, Ann Brannon, Linda Ann Martin, Fiona McIntosh, Liz Thurley                                     |
| 8     | JPN  | Miyuki Maekawa, Mieko Miyahara, Azusa Oikawa, Tomoko Oka                                                   |
| 9     | CAN  | Marie-Huguette Cormier, Caroline Mitchell, Madeleine Philion, Jacynthe Poirier, Shelley Steiner-Wetterberg |
| 10    | ARG  | Sandra Giancola, Silvana Giancola, Constanza Oriani, María Alicia Sinigaglia                               |

Datum: 5. bis 6. August 1984 

48 Teilnehmerinnen aus 10 Ländern